# ناحیه شریعت‌پور
round 1}}
| مختصات = {{coord|23|12.498
ناحیه شریعت‌پور (به لاتین: Shariatpur District) یک ناحیه در بنگلادش است که در استان داکا واقع شده‌است.

## خصوصیات
ناحیه شریعت‌پور ۱٬۱۷۴٫۰۵ کیلومترمربع مساحت و ۱٬۱۵۵٬۸۲۴ نفر جمعیت دارد.